# Elegy for young lovers

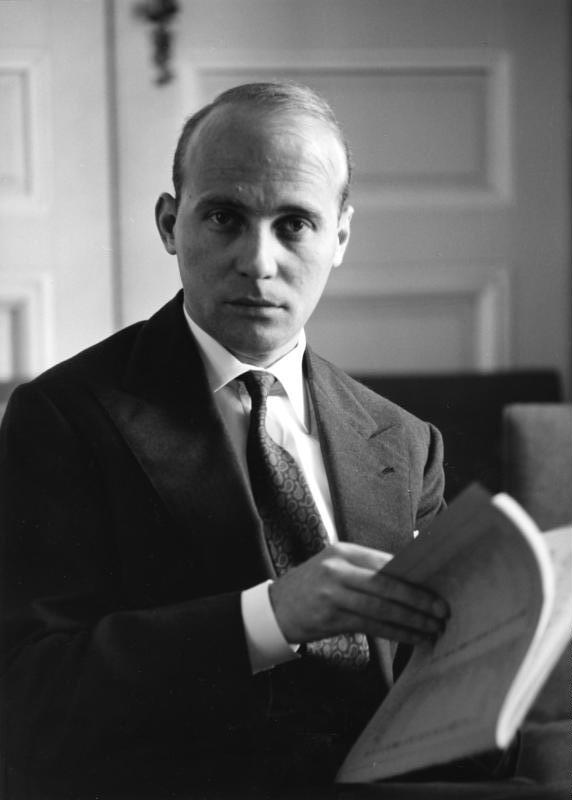
Hans Werner Henze, autor de la peça musical.

Elegy for Young Lovers (en alemany, Elegie für junge Liebende) és una òpera en tres actes de Hans Werner Henze sobre un llibret en anglès de W. H. Auden i Chester Kallman.

## Background
L'òpera es va estrenar en la traducció a l'alemany feta per Lluís de Hessen-Darmstadt al Schlosstheater Schwetzingen, en el marc del festival de Schwetzingen el 20 de maig de 1961. L'estrena en l'original anglès va ser al Festival de Glyndebourne, també el 1961. Henze va revisar l'òpera el 1987, i la versió revisada es va estrenar el 28 d'octubre de 1988 a La Fenice de Venècia.

## Personatges
| Rol                                                           | Veu                   | Càsting de l'estrena, 20 maig 1961 (Director: Heinrich Bender) |
| ------------------------------------------------------------- | --------------------- | -------------------------------------------------------------- |
| Hilde Mack, vídua                                             | soprano de coloratura | Eva Maria Rogner                                               |
| Elizabeth Zimmer                                              | soprano               | Ingeborg Bremert                                               |
| Carolina, Comtessa de Kirchstätten, secretària de Mittenhofer | contralto             | Lilian Benningsen                                              |
| Toni Reischmann                                               | tenor                 | Friedrich Lenz                                                 |
| Gregor Mittenhofer, poeta                                     | baríton               | Dietrich Fischer-Dieskau                                       |
| Dr. Wilhelm Reischmann, metge                                 | baix                  | Karl-Christian Kohn                                            |
| Josef Mauer, montanyista                                      | parlat                | Hubert Hilten                                                  |

## Enregistraments
- Liane Dubin (Elisabeth Zimmer), Catherine Gayer (Hilda Mack), Martha Mödl (Carolina Gräfin von Kirchstetten), Loren Driscoll (Toni Reischmann), Dietrich Fischer-Dieskau (Gregor Mittenhofer), Radio-Symphonie-Orchester Berlin. Director: Henze. En alemany, 1963. Deutsche Grammophon  Arxivat 2011-07-18 a Wayback Machine.
- Richard Lloyd-Morgan (Mittenhofer), Regina Schudel (Hilda Mack), Aurelia Hajek (Carolina), Silvia Weiss (Elisabeth), Bruno Fath (Toni Reischmann), Orchestra of the Berliner Kammeroper. Director: Brynmor Llewelyn Jones, 1989. Deutsche Schallplatten DS (en directe a Berlín)
- Lisa Saffer (Hilda Mack), Rosemary Hardy (Elizabeth Zimmer), Mary King (Carolina von Kirchstetten), Christopher Gillett (Toni Reischmann), Roderick Kennedy (Dr. Wilhelm Reischmann), David Wilson-Johnson (Gregor Mittenhofer), Adrian Brine (Josef Mauer), Schönberg ensemble. En directe al Concertgebouw d'Amsterdam, 27 de setembre de 2000. Director: Oliver Knussen.